# Autonome regio (Italië)
Italië heeft 5 autonome regio's. De autonomie werd wettelijk geregeld in 1948 en 1963 (Friuli-Venezia Giulia). De regio's hebben extra zeggenschap over hun eigen bestuur en op financieel gebied.

Regio's met speciaal statuut in Italië

| Vlag | Regio                 | Hoofdstad | Taal                     | Opp. (km²) | Inw. (2006) |
| ---- | --------------------- | --------- | ------------------------ | ---------- | ----------- |
|      | Sicilië               | Palermo   | Siciliaans               | 25.710     | 5.087.000   |
|      | Sardinië              | Cagliari  | Sardisch                 | 24.090     | 1.643.096   |
|      | Trentino-Zuid-Tirol   | Trente    | Duits                    | 13.619     | 940.000     |
|      | Friuli-Venezia Giulia | Triëst    | Friulisch                | 7.845      | 1.191.588   |
|      | Valle d'Aosta         | Aosta     | Arpitaans en Valdostaans | 3.262      | 119.548     |